# Jägerbomb
Le Jägerbomb est un cocktail constitué de Jägermeister et de boisson énergisante.

## Préparation
Le cocktail est  obtenu en laissant tomber un shot de Jägermeister dans un verre de boisson énergisante, ou originairement, de bière.

## Usage
Dans les pays germaniques, il est appelé Turbojäger ou Flying Hirsch (cerf volant) – où Flying est dérivé du slogan « Red Bull vous donne des ailes » et Hirsch signifie « cerf » en allemand (inspiré par le logo Jägermeister).
Ce cocktail est très prisé au Mexique où il se nomme Perlas Negras.
Les termes « grenade » ou « bombe » se réfèrent de manière générale à des cocktails qui sont préparés en laissant tomber un petit verre rempli de boisson alcoolisée dans un autre verre.
Le Jägerbomb, ainsi que les autres mélanges d'alcool et de boissons énergisantes, est associé à une augmentation de la consommation d'alcool, ainsi qu'à un  plus fort apport de sucre et de caféine, qui sont mauvais pour la santé.

## Taille de verres
La plupart du temps, le verre de boisson énergisante est rempli de 15 cl (tumbler) et celui de Jägermeister de 2 cl (shooter).